# Irina Dubrowina

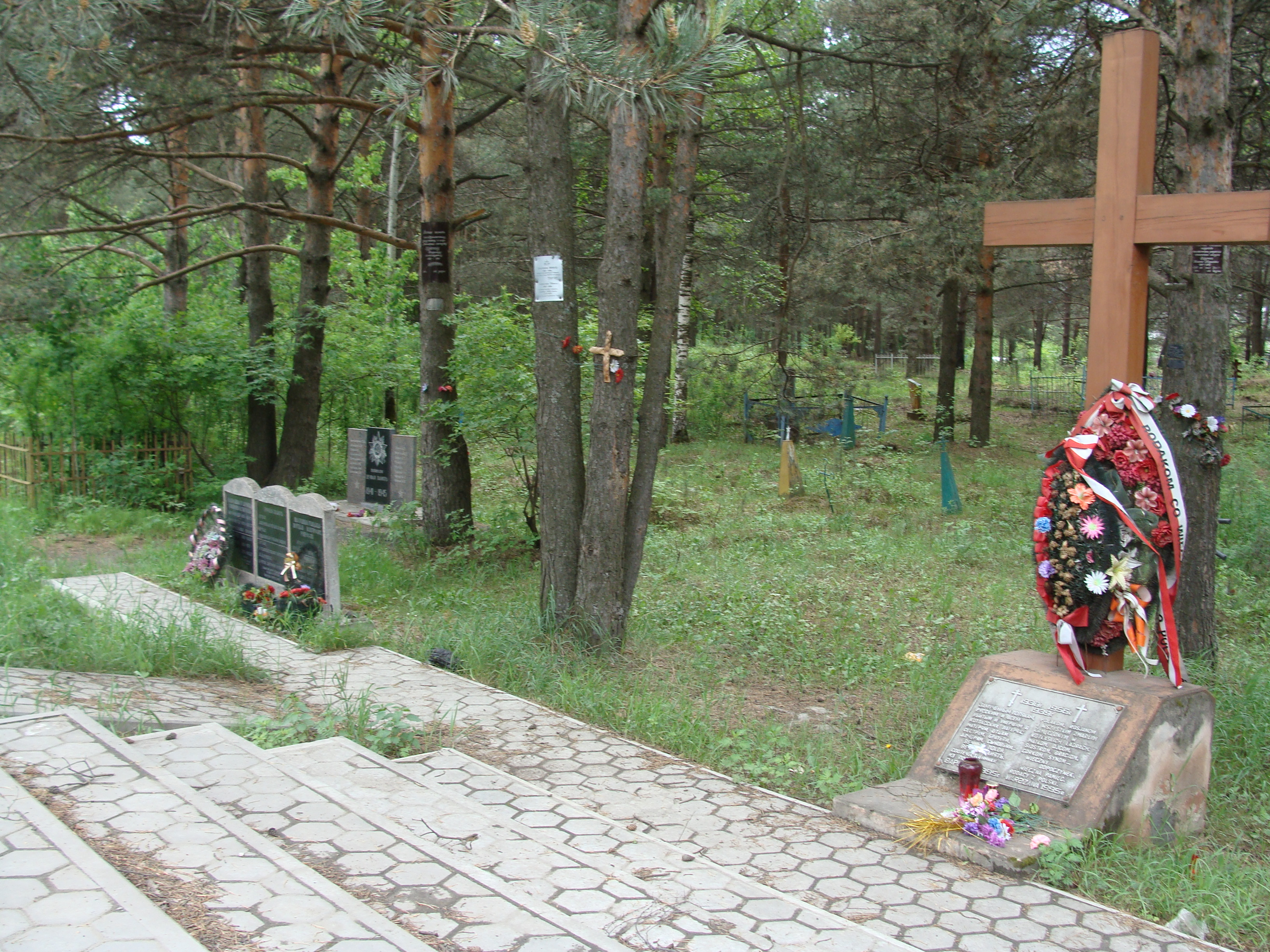
Cmentarz Makaricha w Kotłasie. Kompleks pomników upamiętniających ofiary łagru Makaricha, powstały z inicjatywy Iriny Dubrowiny

Irina Andriejewna Dubrowina (ros. Ирина Андреевна Дубровина; ur. 3 listopada 1928 w Stalingradzie) – rosyjska działaczka na rzecz badania dziejów i upamiętnienia ofiar stalinizmu.

## Życiorys
Latem 1942 ewakuowana ze Stalingradu do Baszkirii, gdzie spędziła resztę okresu wojennego. Od 1947 r. mieszkała z rodziną w rejonie Workuty, gdzie podjęła zaoczne studia chemiczne w filii Uniwersytetu Leningradzkiego Od 1949 kontynuowała naukę w Leningradzie na studiach dziennych, kończąc je w 1953 r. Ponieważ jej ojciec był w 1938 r. skazany na osiem lat łagru jako wróg ludu, po studiach otrzymała nakaz pracy w Kotłasie (w 1953 r.), gdzie pracowała jako nauczycielka chemii, a potem wykładała w zaocznej filii instytutu kolejnictwa.
Na emeryturze zaczęła działać w organizacji Sowiest (była współzałożycielką, a następnie przewodniczącą Sowiesti w Kotłasie), zajmującej się dokumentacją i badaniem represji stalinowskich na rosyjskiej europejskiej Północy, zwłaszcza w obwodzie archangielskim oraz upamiętnieniem ich ofiar i będącą jedną z organizacji wchodzących w skład Memoriału. Z inicjatywy Dubrowiny powstały pomniki w miejscach miejsc zesłań lub łagrów, m.in. w Kotłasie na cmentarzu Makaricha w Solwyczegodsku i Jareńsku, w tym około 10 pomników poświęconych polskim zesłańcom i łagiernikom. Opublikowała szereg artykułów naukowych i popularyzatorskich poświęconych zesłaniom i łagrom w rejonie archangielskim.
11 stycznia 2013 nadano jej Krzyż Oficerski Orderu Zasługi Rzeczypospolitej Polskiej „za zasługi w działalności dydaktycznej, organizacyjnej i naukowej”; jest jedną z około 30 osób nagrodzonych tym krzyżem w Rosji (stan na 2013 r.). Wcześniej, w 1996 r., otrzymała Złoty Medal Opiekuna Miejsc Pamięci Narodowej.
W roku 2014 nakładem moskiewskiego wydawnictwa Wozwraszczienije ukazał się pod redakcją Iriny Dubrowiny tom wspomnień osób represjonowanych.
W roku 2015 nakładem wydawnictwa Izdatielskij Dom „Jug Siewiera” ukazał się pod redakcją Dubrowiny II tom wspomnień osób represjonowanych